# Рассел Драйсдейл
Джордж Рассел Дра́йсдейл, також відомий як Тасс Драйсдейл (англ. George Russell Drysdale; нар. 7 лютого 1912, Богнор-Ріджіс — пом. 29 червня 1981, Сідней) — австралійський художник.

## Біографія
Народився 7 лютого 1912 року в Богнор-Ріджіс (Сассекс, Англія) в сім'ї англо-австралійських скотарів, яка оселилася в Мельбурні в 1923 році. Здобував освіту в гімназії Geelong Grammar School. У 1938—1939 роках навчався в художній школі Мельбурні, потім в Лондоні, Парижі. Все життя мав поганий зір і практично був сліпим лівим оком з 17 років через відірвану сітківку (що згодом призвело до відмови його заяви про військову службу).
В 1947 році виграв престижну премію Wynne Prize за Sofala і представляв Австралію на Венеціанському бієнале в 1954 році.
Помер в Сіднеї 29 червня 1981 року.

## Творчість
На творчість художника вплинуло абстрактне та сюрреалістичне мистецтво і «створило нове бачення австралійської сцени як революційної та впливової, як у Тома Робертса».
Автор картин:
- «Понеділок. Ранок» (1938, Музей Метрополітен, Нью-Йорк);
- «Пам'ятник війни» (1950, Галерея Тейт, Лондон);
- «Зломаний млин» (жанровий живопис, приватна колекція);
- «Скелястий шлях» (пейзаж, Художня галерея Нового Південного Уельсу, Сідней)[3].

## Мистецький ринок
Джордж Драйсдел є одним з найдорожчих художників Австралії. У 2017 році його картина стала шостим найдорожчим мистецьким твором створеним в Австралії. Його картина «Недільна прогулянка бабусі» була проданим на аукціоні в Аделаїді за 2,97 млн австралійських доларів.